# جلان كاو
جلان كاو (بالصينية: 曹桂林,) هو كاتب صيني، ولد في 1947.